# Естрела-ду-Норті (футбольний клуб)
«Естрела-ду-Норті» (порт. Estrela do Norte) — бразильський футбольний клуб, який базується в місті Кашуейру-ді-Ітапемірім, штат Еспіриту-Санту. Заснований 16 січня 1916 року.